# Minimum Viable Product
Ein Minimum Viable Product (MVP), wörtlich ein „minimal brauchbares oder existenzfähiges Produkt“, ist die erste minimal funktionsfähige Iteration eines Produkts, die dazu dient, möglichst schnell aus Nutzerfeedback zu lernen und so Fehlentwicklungen an den Anforderungen der Nutzer vorbei zu verhindern. Wichtig in diesem Zusammenhang ist, dass die Iteration einen ersten „brauchbaren“ Nutzen bietet, sodass die Nutzer das Produkt auch einsetzen.

## Beschreibung
Der Begriff des MVP entstammt dem Lean-Startup-Gedanken und wurde im Jahre 2001 von dem Unternehmer Frank Robinson geprägt und von Steve Blank und Eric Ries popularisiert. Das schnell und einfach erstellte Produkt wird nur mit den nötigsten Kernfunktionen ausgestattet, z. B. (für ein Internet-basiertes Produkt) durch eine Landingpage, um Arbeit, Geld und Zeit zu sparen. Es wird veröffentlicht, um das Feedback von (möglichen) Kunden einzuholen; dabei spielen frühzeitige Anwender eine besondere Rolle, die sich am besten in die Produktabsicht hineinversetzen können. Das Feedback wird dann dazu genutzt, das MVP Runde um Runde (iterativ) zu erweitern und zu verbessern.
Das Ziel dieser Strategie ist die Vermeidung von Produkten, die die Kunden gar nicht wollen. Die gewonnene Information über Kundenwünsche soll auch dazu beitragen, den Kapitaleinsatz auf das beste Produkt zu lenken. Die frühe Veröffentlichung des Produkts ermöglicht es, rasch Feedback von den Nutzern einzuholen und daraus für die weitere Entwicklung zu lernen.

## Zwecke
- Testen einer Marktlücke mit möglichst wenig Entwicklungsaufwand
- Fokussierung des Entwicklungsteams auf die essentiellen Produktbestandteile (u. a. zur Nutzung von User-Story-Mapping, vgl. Jeff Patton)
- „beschleunigtes Lernen“ (vgl. Dave Meier, Center for Accelerated Learning in Lake Geneva im US-Bundesstaat Wisconsin)
- Frühestmögliche Bereitstellung eines Produkts an Anwender (early adopters)
- Gegebenenfalls Grundlage für andere Produkte
- Nachweis der Herstellungskompetenz der Softwareentwickler

## Zusammenhang mit dem Minimum Marketable Product (MMP)
Je nach Quelle unterscheidet sich die Definition eines Minimum Marketable Products und die Abgrenzung zum MVP. Während die beiden Begriffe häufig synonym verwendet werden (beispielsweise durch Ash Maurya in verschiedenen Publikationen), wird in anderen Quellen ein MVP zu einem MMP weiterentwickelt. Das MVP stellt dabei eher ein Mockup oder eine Simulation des Produkts dar, um Kundenfeedback einzuholen und in die Entwicklung des Produkts einfließen zu lassen. Sobald das Produkt für die Nutzer real einsetzbar ist, wird es dann als MMP veröffentlicht. Diese Abgrenzung ist in diversen Quellen zu finden, wird aber auch kontrovers diskutiert, wie beispielsweise im Blogeintrag von Roman Pichler. Die Definition in diesem Artikel zielt auf eine synonyme Verwendung der beiden Begriffe ab.

## Verwandte Begriffe
Das Konzept lässt sich auf andere Aspekte des Start-up-Unternehmens übertragen, so zum Beispiel das „Minimum Viable Team“, das bedeutet die minimale Belegschaft mit allen nötigen Kompetenzen, um das MVP zu verwirklichen.

## Kritik
Viele Entwickler mobiler und digitaler Produkte üben mittlerweile Kritik am MVP, da Kunden durch Plattformen (z. B. App Stores) sehr leicht zwischen Konkurrenz-Produkten wechseln können. Produkte, die nicht den erwarteten Mindeststandard an Qualität bieten, sind Wettbewerbern unterlegen, die mit einem höheren Standard in den Markt einsteigen. Aus der Kritik am MVP-Ansatz haben sich mehrere neue Ansätze gebildet, zum Beispiel das Minimum Viable Experiment (MVE) oder das Minimum Awesome Product (MAP).
Insbesondere bei der Ablöse bestehender Produkte oder wenn vergleichbare Konkurrenz-Produkte am Markt vorhanden sind, bietet die sehr reduzierte Funktionalität eines MVPs möglicherweise nicht genügend Nutzen, sodass das Produkt von den Kunden nicht angenommen wird und deshalb auch kein Nutzerfeedback eingeholt werden kann.